# Ramón Rodríguez (pintor)
Ramón Rodríguez (n. Avilés, Asturias; 1 de enero de 1943) es un pintor, ilustrador y ensayista sobre arte español.

## Trayectoria profesional
Fue becario de la Fundación Española de la Vocación para realización de exposiciones en Barcelona y Madrid. Ha realizado más de cuarenta exposiciones individuales en distintas galerías de España, Francia, Bélgica y Portugal.

## Gestión cultural
Comisarió las exposiciones Nuevos Paisajes de Asturias; Itinerario 89; Asturias: Pintores de cinco décadas; Asturias: La nueva cerámica; Asturias: Escultores de cinco décadas; Escultores asturianos nacidos en las décadas 40 y 50; de la exposición De regreso, para conmemorar el décimo aniversario del Museo Barjola de Gijón y de varias ediciones del Festival Intercéltico de Lorient (Francia), para la Consejería de Cultura del Principado de Asturias; de las veintiuna ediciones celebradas del Certamen San Agustín de Cerámica en Avilés.
Ida y Vuelta y 15 + 1 para la Junta de Castilla y León.
Para Cajastur, Desde las sombras del olvido (Luis Bayón, Alfredo Aguado, Emilio García Noriega). Exposición Blanco y azul. Pintura contemporánea en Avilés con ocasión del hermanamiento entre Avilés y Saint-Nazaire. La industria en el Arte, 50 Aniversario de la Escuela de Aprendices de ENSIDESA. La palabra y la huella. Artes y Letras en el 25 aniversario de los Premios Príncipe de Asturias, para el Banco de Sabadell, Fundación Príncipe de Asturias y Gobierno del Principado de Asturias. Veleros en tierra (Voiliers en terre), para la XVII Regata La Barquera en Saint-Nazaire (Francia).

## Obra literaria
Entre sus cerca de quinientos ensayos sobre arte contemporáneo podrían destacarse la publicación en la colección Arcos de monografías sobre artistas avilesinos olvidados o poco conocidos como Luis Bayón, Emilio García Noriega, Alfredo Aguado, Alberto González Lastra, Obdulia García y Cástor González comisariando las exposiciones que se montaron en paralelo a la publicación. Es autor de un Diccionario elemental de artes plásticas.

## Obra en espacios públicos
Ha realizado el mural pictórico Cubavilés y en colaboración con Anabel Barrio el conjunto escultórico Recorrido, conmemorativo de los 25 años de la Escuela de Cerámica de Avilés. Sus últimas creaciones públicas son la chimenea Mondrucción en la Casa de Cultura de Avilés, la escultura Vulcano y Prometeo en la denominada Ruta del Acero de la ría de Avilés, el Proyecto Cromático del Nuevo Puente de San Sebastián y el conjunto ornamental Crisol también en Avilés.